# Сухаринка
Сухаринка — посёлок в Таштагольском районе Кемеровской области. Входит в состав Темиртауского сельского поселения.

## География
Центральная часть населённого пункта расположена на высоте 373 метров над уровнем моря.

## Население
По данным Всероссийской переписи населения 2010 года, в посёлке Сухаринка проживает 31 человек (18 мужчин, 13 женщины).